# Stara Polana (Gorce)
Stara Polana – polana w Paśmie Lubania w Gorcach. Znajduje się na południowo-wschodnim grzbiecie Lubania, a dokładniej jego wschodniego wierzchołka – Średniego Gronia, który opada do Krościenka nad Dunajcem. W grzbiecie tym znajduje się pomiędzy Brożkiem a Kotelnicą. Zajmuje grzbiet, a także część jego stoku północnego i południowego. Na północnym stoku ma kształt mniej więcej prostokątny i opada niewiele w dół, na południowym stoku jest to natomiast długi pas opadający daleko w dół. Jego środkiem biegnie trawiasta droga. Polana położona jest na wysokości 637 – 824 m.
Na polanie były dawniej pola uprawne i łąki i stał drewniany domek, tzw. „Młynarczykówka”. Po drugiej stronie szlaku turystycznego stała szopa na siano, a obok niej rosła lipa i jawor. Jeszcze w latach 80. XX wieku w domku tym latem mieszkała „babka Młynarczykowa”. Wyposażenie domku stanowił piec, łóżko i stolik, a jego ściany obwieszone były świętymi obrazkami, bukietami ziół i wianuszkami suszonych grzybów. Czasem przed deszczem chronili się w nim turyści.
Przez Starą Polanę biegnie granica między miejscowościami Grywałd (stok południowy) i Tylmanowa (stok północny) w powiecie nowotarskim, województwie małopolskim.

## Szlak turystyczny
Główny Szlak Beskidzki, odcinek: Krościenko nad Dunajcem – Kopia Góra – Marszałek – Kotelnica – Brożek – Czerteż Grywałdzki – Bukowina – Jaworzyna Ligasowska – Wierch Lubania – Lubań. Odległość 9,5 km, suma podejść 820 m, suma zejść 50 m, czas przejścia: 3 godz. 45 min, z powrotem 2 godz. 30 min.

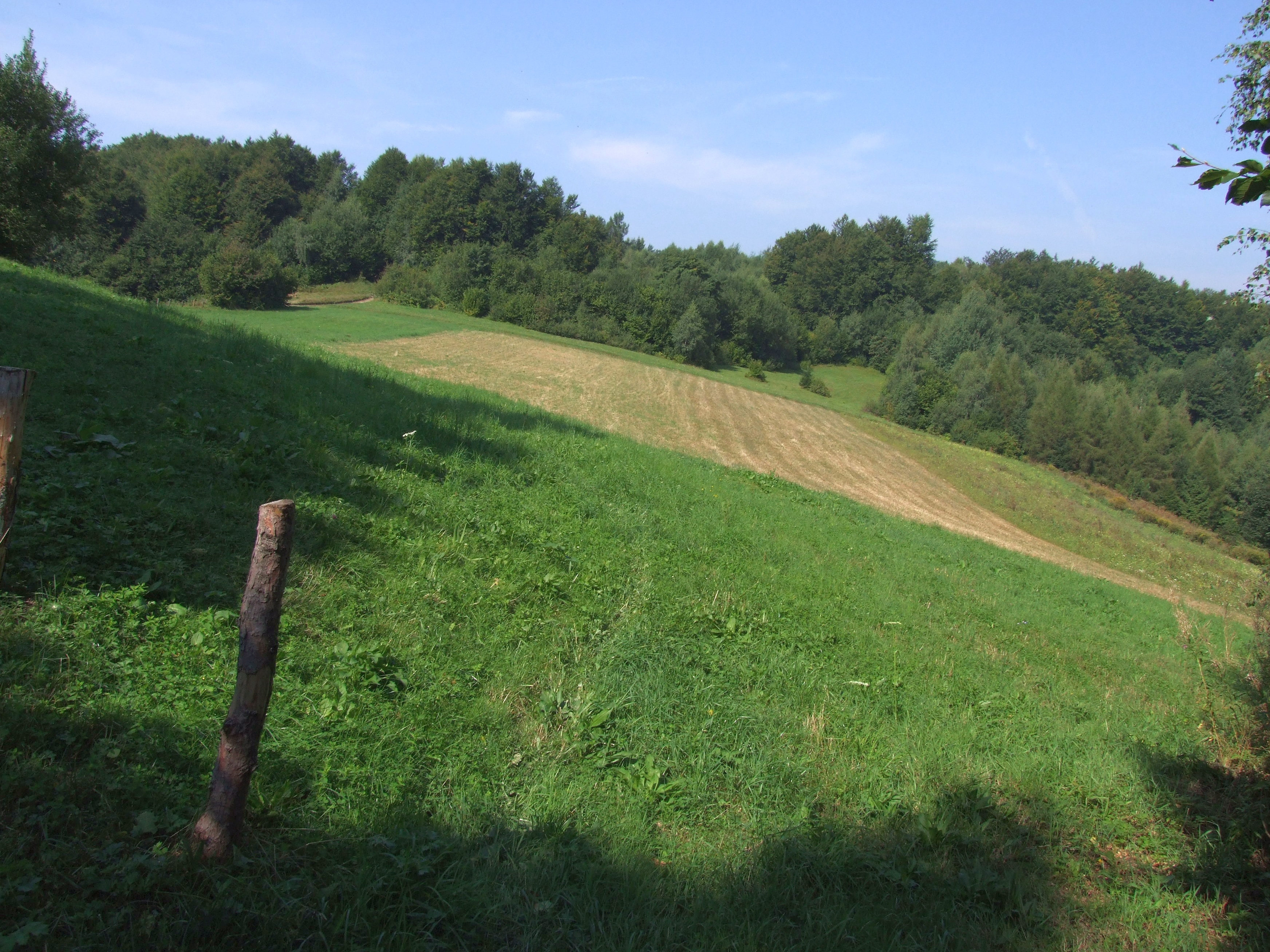
Północna część polany